# Spaniens U/17-fodboldlandshold
Spaniens U/17-fodboldlandshold er Spaniens landshold for fodboldspillere, som er under 17 år og administreres af Real Federación Española de Fútbol (RFEF).
Holdet vandt U/17 Europamesterskabet i fodbold 2017 i finalen over England.